# Orden (ejército)

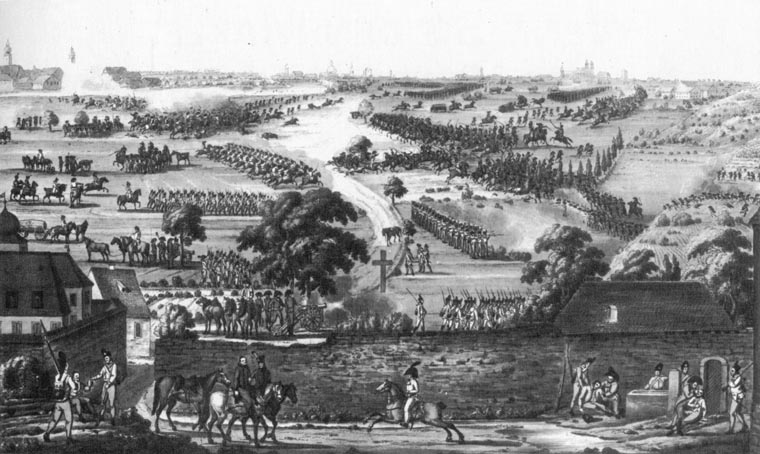
Batalla de Handschuhsheim (24 de septiembre de 1795). Pintura de Friedrich Rottman.

La palabra orden tiene varias acepciones en el ámbito militar.

## Orden abierto
Es la formación constituida por una o varias líneas, de las cuales la primera está desplegada en guerrilla, sección que dota de unidad para la dirección del movimiento y del fuego, dentro del conjunto de la compañía militar. Se sustituye el «tacto de codos» del orden cerrado (véase abajo) por la cohesión de combate.
La compañía, al tener que entrar en liza, ha de estar ya en orden abierto al llegar al sitio donde debe ejercer su acción. Para ello, el capitán designa por medio de órdenes, la sección o secciones que deban constituir la guerrilla y señala las que deben formar el segundo escalón o sostén, o si las circunstancias lo demandan desplegar la compañía entera. Las secciones, conducidas por sus jefes, marchan a ocupar sus puestos y a desempeñar la misión que se les ha confiado. Las secciones de sostén no entran en la guerrilla hasta que lo ordena el capitán y se despliegan con la anticipación conveniente para llegar a la línea de frente, procurando colocarse en los intervalos de las secciones en guerrilla o a uno de sus flancos; en caso de no ser posible se intercalan sus hombres entre los de la guerrilla, dividiéndose de nuevo rápidamente la nueva línea en secciones y éstas en escuadras, para que cada uno de los oficiales y suboficiales tengan sus soldados agrupados y sin mezcla de fracciones diversas. 
En caso de retirada el capitán o, en su defecto el oficial al mando, ordena que una de las secciones marche a un punto de retaguardia que sea lo más resistente posible, protegiéndola las otras con su fuego. Una vez establecida la sección que inició el retroceso en su nueva posición, rompe el fuego si es posible para proteger la retiradas de las otras, y así se continúa combinando el fuego con el movimiento hacia atrás. 
El batallón despliega en orden abierto una o varias compañías del mismo modo que en el caso de las secciones, conservando las otras para constituir el tercer escalón de las tropas de refuerzo. El jefe de batallón ejerce su acción sobre las compañías de su línea de fuego, de igual manera que el capitán sobre sus secciones, con la única variación de que podrá acelerar o retardar el avance de algunas, suspenderlo a veces y ordenar se retiren para tomar posiciones a retaguardia, armonizando su acción con la artillería.
El regimiento despliega uno o dos batallones que constituyen la primera línea (con sus compañías de la línea avanzada, guerrilla y sostén, y con tropas de refuerzo), dejando por lo menos siempre un batallón en segunda línea. Si se despliegan desde el principio dos batallones, se sitúan en cola. 
La brigada constituye también dos líneas, formando, formando la segunda con uno o varios batallones. Los regimientos se despliegan uno detrás de otro, a menos que circunstancias especiales o el apremio de tiempo, aconsejen emplear las fuerzas de otro modo.
El frente que debe cubrir una brigada oscila entre 1000 y 1200 metros normalmente. El batallón de 400 a 500 m, y la compañía uno de unos 150 m aproximadamente.
El coronel o el general, une y hace converger los esfuerzos de los batallones en fuego, enlaza la acción de la infantería con la artillería y la aviación, regula la intervención de los batallones de refuerzo, ordenando cuando deben avanzar a la línea de fuego. Su principal acción es el empleo de la segunda línea, verdadera tropa de maniobra que además de vigilar los flancos y reforzar la guerrilla, tiene por cometido principal el ataque decisivo.

## Orden cerrado
Formaciones de una tropa cuyas subdivisiones están en línea o columna. El orden cerrado sirve para mover las tropas antes del despliegue. Tiene también por objeto instruirlas haciéndolas maniobreras y disciplinadas, y contribuye a que adquieran hábitos de orden, precisión y solidaridad.
Este orden es individual

## Orden de combate

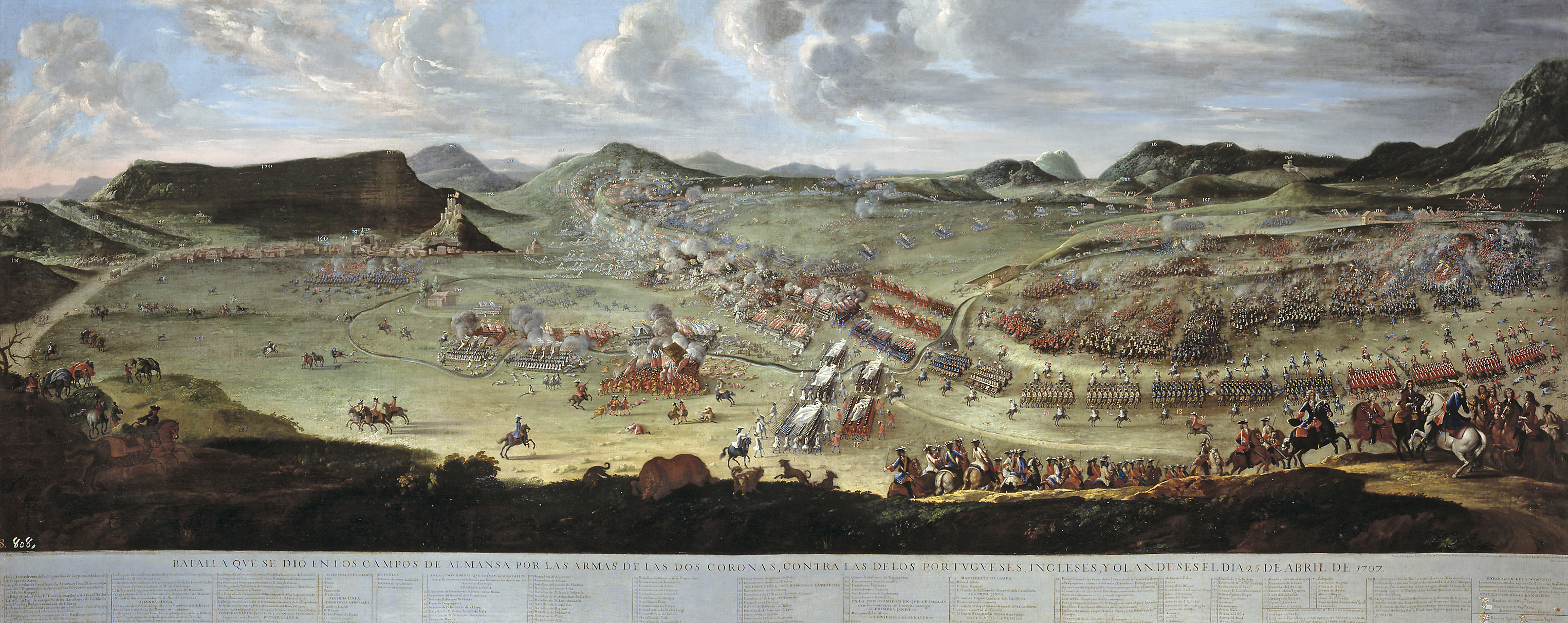
Orden de combate en la Batalla de Almansa (1707).

Antiguamente se llamaba orden de batalla a la formación de una unidad con mucho frente y poco fondo, para poder hacer mayor fuego contra el enemigo u otros fines.
Esta denominación fue sustituida en los reglamentos tácticos modernos por el de línea o línea desplegada, y en cambio se emplea el nombre de orden de combate, en el sentido de disposición variable que toman sobre el terreno las unidades componentes de un ejército para batirse. Hay dos sistemas de formación, ordenación y disposición de las tropas: el orden extenso o lineal, propicio por su extensión para rebasar los flancos del contrario y envolverlo; y el orden profundo o perpendicular, para hundir el frente por propulsión o choque, o por esfuerzos reiterados y sucesivos en el lugar y en la ocasión más propicia del frente. El orden extenso tenía su debilidad en la ruptura, y el orden profundo tenía su mayor peligro en el envolvimiento.
Aunque el orden de combate o batalla, como todo lo perteneciente a la táctica, ha variado mucho según las épocas, siguiendo la transformación de las armas y las diversas organizaciones dada a los ejércitos, la táctica siempre ha oscilado ente estos dos órdenes, pasando de una a otra posición extrema, para volver a la primera cuando los métodos de combate hacían insostenible la segunda. 
Estos dos órdenes empezaron a manifestarse en la Antigüedad: Ciro II en la Batalla de Timbrea (547 a. C.) rompió en orden profundo la línea de sus adversarios, los lidios, que amenazaba con envolverle. Otro ejemplo de es el de la falange oblicua del ejército tebano de Epaminondas que ideó el recurso de dar batalla reforzando un ala y rehuyendo la opuesta en una ordenación oblicua respecto al frente enemigo (siglo IV a C.) El general ateniense Milcíades en la Batalla de Maratón (490 a. C.) aprisionó en tenaza con su formación extensa a la cuña profunda de los persas, que intentaron la ruptura del frente griego. 
El ejército romano, que adoptó el orden extenso de la falange griega, pero pronto buscó en el manípulo, disposición escalonada en profundidad, que conseguía la victoria con sus esfuerzos reiterados y sucesivos para romper el frente, y en la Batalla de Cinoscéfalas y la Batalla de Pidna queda consagrado el nuevo orden profundo romano y su maniobra propicia al rompimiento, hasta que Aníbal, adoptando un nuevo orden lineal, consiguió los éxitos de Tesino, Trebia, Trasimeno y Cannas.
Ante los nuevos triunfos del orden lineal, Cayo Mario, gran reformador del ejército, transformó el orden manipular profundo en la ordenación lineal de las cohortes y adoptó el movimiento como maniobra favorita. Julio César y Pompeyo volvieron al orden profundo y a los esfuerzos reiterados de sus tres o cuatro líneas de cohortes para producir la ruptura frontal.
Durante la Edad Media, los caudillos árabes y los hispanoárabes emplearon el orden extenso y la sistemática media luna para el envolvimiento, y solo intentaban el rompimiento agolpándose en orden profundo por circunstancias del lugar, como en la Batalla de Las Navas de Tolosa. 
La ordenación lineal fue adoptada en el siglo XV también por la infantería suiza, a imitación de la falange macedonia, con las modificaciones inherentes a las nuevas armas.
Frente a este orden lineal se presentaba también el orden profundo con concentraciones densas por los partidarios de no permitir la penetración del adversario en sus filas, y consideraron otras formaciones apretadas como el muro, la muela, la cerca o corral. Gonzalo Fernández de Córdoba perfeccionó el orden profundo, con la formación de tercios en tres líneas, con las que derrotó a la formación suiza desplegada en orden extenso.
Las formaciones de inicios de la Edad Moderna consistían generalmente en una línea principal, guarnecidas en las alas por infantería ligera y caballería, y reforzada a la espalda por algunas unidades preparadas para acudir a los puntos más amenazados, unidades que llegaban a formar una segunda línea, aún tres, como en la táctica llamada holandesa, a la que dio vida Mauricio de Nassau, quien se enfrentó a los tercios en la guerra contra Felipe II. Las variaciones que introdujo en su táctica, fue su orden escaqueado a base de tres líneas y de la diversificación por armas. Las modificaciones de Luis II de Borbón-Condé y de Enrique de la Tour de Auvergne-Bouillon no constituyeron una evolución trascendental. Se basaban en una mezcla de picas y mosquetes en dispositivos de conjuntos variados, bien de línea o de bien de escuadrones, pero en orden profundo.
El mariscal Mauricio de Sajonia ideó un sistema mixto de líneas y de columnas mezcladas, que no logró éxito por su excesiva complicación y que tendía a combinar potencia de fuego y potencia de resistencia o choque.
El progreso de las armas de fuego en esta época, que del mosquete llevaron al rudimentario fusil, hizo ya ver a algunos la ventaja del orden extenso sobre el profundo, y sobrevino la disputa entre los partidarios del fusil o de la pica, eligiéndose un término medio que no bastó para satisfacer las exigencias ni de unos ni de otros
Jean-Charles de Folard introdujo en las formaciones el sistema de columnas, del que se partía para formar la línea a la manera de las formaciones griegas de la falange. Se declaraba partidario de estas formaciones en columna para el ataque y persistía en la necesidad del orden profundo, indispensable para la ruptura, según él.
En esta mixtificación de doctrinas, convenientes para los dos órdenes de acción en táctica, el extenso y el profundo, y en estos dispositivos mixtos de tropas, las batallas acabaron por reducirse, primero, a encuentros parciales de puestos, y después del frente total, sin otra acción decisiva de mayor eficacia que el avance del vencedor y el retroceso del vencido, y esto si el apoyo del terreno y de la fortificación no hacía interminables los combates.
Federico II el Grande hizo evolucionar la táctica conforme exigía el mejoramiento de las armas de fuego, y volvió a prevalecer el orden extenso, pero una preceptiva hace perder las cualidades maniobreras de sus tropas, surgiendo argumentos en favor del orden profundo. Se entabló una discusión acerca de las ventajas e inconvenientes de ambos órdenes; el orden extenso, delgado o lineal, llamado «prusiano»; y el orden profundo, cerrado o perpendicular, calificado de «francés». Partidarios del profundo fueron Jean-Charles de Folard y Paul-Gédéon Joly de Maïzeroy, y del extenso, Louis-Félix Guynement de Kéralio y Étienne François Choiseul.
Aunque el orden extenso se había impuesto a causa de los triunfos de Federico II, en Francia se siguió enseñando la teoría del orden profundo.

## Orden oblicuo

Principio de acción de la falange oblicua.

En las victorias de Federico II, algunos tratadistas, han querido ver la resurrección del orden oblicuo empleado por Epaminondas (siglo IV a. C.) El orden paralelo se convertía en orden oblicuo, cuando el bando que tenía superioridad rebasaba, por ejemplo las alas del contrario, en cuyo caso se replegaba sobre su centro, para romper el del enemigo y batir a su vez las alas dislocadas o caer sobre una de ellas.
La oblicuidad de la línea de batalla no era literal: el orden oblicuo aun teniendo su línea de batalla paralela a la del adversario, dicha línea era más potente en una de sus partes —centro o alas— que en el resto. La idea de orden oblicuo, en toda su generalidad, abrazaba toda combinación táctica que tendía a producir esfuerzo sobre uno o dos puntos de la línea contraria, con superioridad de acción sobre ellos.
Para constituir un orden oblicuo era necesario que hubiera una maniobra o serie de movimientos que desarreglaran el orden inicial, con el intento preconcebido de chocar o embestir con superioridad visible en un punto señalado del frente enemigo.

## Orden disperso
Orden de batalla que fue empleado por Napoleón Bonaparte. Cortinas de tiradores preparaban el combate, que era resuelto por el choque de las columnas de batallón cargando a la bayoneta. La cortina o cordón de la guerrilla, característica de este orden, fue creciendo en importancia, y su papel, que había empezado por ser auxiliar, pasó a ser resolutivo, sobre todo cuando recibió el auxilio del cañón porque las columnas de retaguardia hallaban más fácil su tarea 
de arrollar al enemigo cuanto más quebrantado por el fuego lo encontraban.

## Orden de tres líneas
El progreso del cañón y del fusil en alcance y velocidad de tiro obligó primero a alejar de las guerrillas las tropas destinadas al choque, y después, cuando ya no se podía aumentar más la distancia, a buscar menos vulnerabilidad sustituyendo las columnas de batallón por las de compañía. Pero la precisión del fuego mantenía alejadas de los tiradores a esas nuevas fuerzas de choque, y la necesidad de dar un nuevo apoyo a la guerrilla dividió las columnas en dos grupos, sostenes y reservas, quedando divididas las compañías en tres líneas.: guerrillas, sostenes y reservas.
Este orden de batalla que consagró o surgió como resultante de los triunfos alemanes de 1866 (guerra austro-prusiana)y 1870-1871 (guerra franco-prusiana), fue afirmado más con el progreso de las armas, la retrocarga y el cartucho metálico. Helmuth von Moltke, vencedor de estas guerras, impuso en estrategia el gran frente, u orden extenso estratégico, pero la táctica militar|táctica no secundaba esta evolución porque seguía aferrada a una ordenación profunda de las tropas, la cual correspondía a la ordenación en profundidad de la columna como se ordenaban las tres líneas fundamentales de todo combate: línea propiamente de combate, reservas parciales y reserva general.
 
En este escalonamiento en profundidad ya no eran dos líneas, sino tres, y el combate se desarrollaba por impulsos sucesivos o incremento en la línea de fuego, primero de las reservas parciales y después de la reserva total. Es decir, se concedían los esfuerzos reiterados en el sentido del fondo y en dirección del frente para arrollar, hendir o romper, que es lo que caracterizó siempre al orden profundo.
Sin embargo, de esta disposición de tropa, para dar enlace a las tendencias estratégicas buscando la resolución en el gran frente y en el envolvimiento que llevaban su influencia hasta el campo táctico, se preconizaba que este dispositivo de tropas era apto también para que las reservas llevasen la acción por los flancos cuando así conviniera.
Moltke, en sus tendencias tácticas, fue enemigo de la acción por el frente y, en consecuencia, era partidario de los despliegues por prematuros que parecieran, para imponerse al enemigo con el mayor número de fusiles. Tendió así a adelgazar las líneas, y en vista de las enormes bajas sufridas en los combates del mes de agosto en la campaña de 1870-1871 (guerra franco-prusiana), ordenó por una disposición del 4 de julio de 1872, que los sostenes y reservas siguieran los movimientos de primera línea, pero desplegados también en guerrilla por ser menos vulnerables.

## Orden de marcha
Disposición en que se colocan las diferentes unidades de una columna para trasladarse de un lugar a otro, respondiendo del modo más adecuado a las circunstancias.

## Orden de parada
Disposición especial que adopta una tropa para rendir honores a una persona. La formación adoptada es de mucho frente y poco fondo, colocándose todos los jefes y oficiales en la misma línea que las banderas y estandartes.

## Orden disperso
Orden disperso se llama con frecuencia al orden abierto, que se caracterizaba por presentar las diferentes fracciones de una unidad táctica escalonadas una detrás de otras, a distancias variables, pero siempre grandes, con la más avanzada formada en guerrilla, y las demás en línea o columna.
El orden disperso de la infantería es la formación propia de esta arma para entrar en combate.

### En la caballería

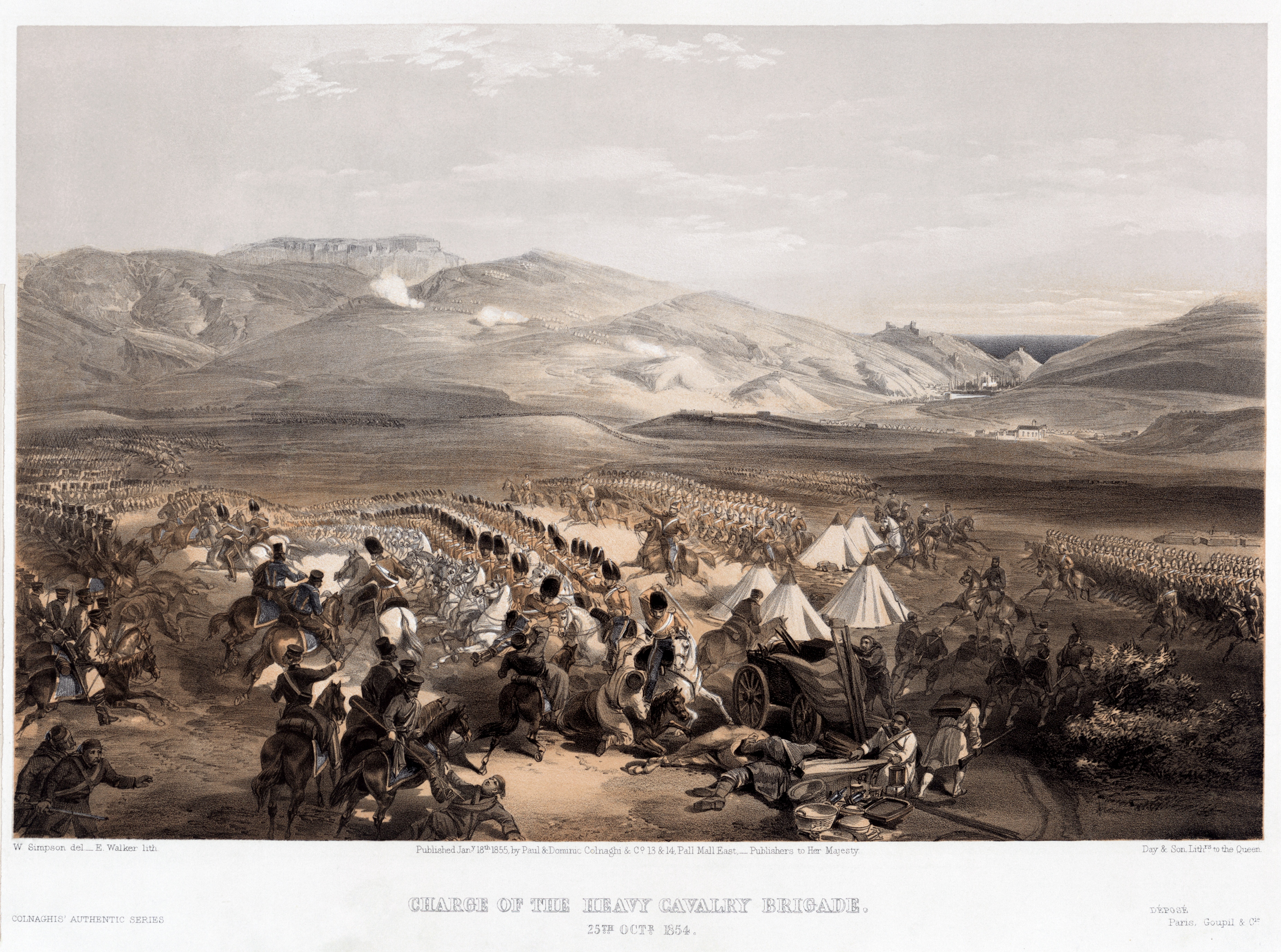

En la caballería era constituido por una fila de jinetes o grupo de jinetes, separados por intervalos variables y sostenidos por fracciones completas formadas en línea, que se situaban a retaguardia de aquella y hacia los flancos. Esta disposición se recomendaba especialmente para atacar a la artillería y a la infantería en orden abierto, entreteniéndola y amenazándola por el frente, mientras las fracciones de las alas acometían por los flancos o por la espalda, y era también la más apropiada para perseguir al enemigo cuando ya no ofrecía resistencia seria.
Era empleada por la caballería, en formación de una fila, para las cargas a discreción, indicadas cuando el éxito dependía de la rapidez más que de la cohesión y se decidía renunciar a la impetuosidad del choque. Los jinetes se agrupaban en secciones o escuadras, separados entre sí por intervalos más o menos grandes. 
También se utilizaba la formación en orden disperso, en sus diferentes variedades, como procedimiento de maniobra o demostración, con el propósito de ocultar por sí mismas o por la polvareda levantada por los caballos, las disposiciones de combate de las unidades concentradas para el ataque.

Tenía especial aplicación en los reconocimientos de posiciones y de fuerzas.
Para pasar la sección al orden disperso desde la línea, la escuadra del centro seguía detrás del guía y a su aire; las otras dos, alargando el aire, oblicuaban todo lo posible a la derecha e izquierda, respectivamente. Cuando la escuadra del centro tenía espacio lateral para dispersarse, los hombres de la primera fila se separaban, oblicuando hasta dejar entre sí un intervalo doble del indicado en la voz de mando del oficial, estableciéndose los jinetes de la segunda fila en ellos. Las escuadras laterales practicaban igual la operación a la voz de sus oficiales cuando ganaban la separación necesaria para ello. Para volver a la línea los jinetes de la segunda fila acortaban el aire y se colocaban detrás de sus cabezas de hilera; inmediatamente después todas las hileras oblicuaban hacia el centro, alargando el aire hasta que se reconstruía la línea. En casos de gran urgencia, los jinetes a la voz de «¡agrupación!» marchaban al galope a colocarse en dos filas detrás del oficial, sin buscar su puesto ordinario.
El escuadrón pasaba al orden disperso siguiendo normas idénticas a las de la sección, desempeñando éstas el papel que anteriormente se asignaba a la escuadras.
El regimiento dispersaba, en general, un escuadrón o dos a lo sumo, por lo peligroso que resultaba lanzar grandes líneas a la carga en esta forma, a causa de lo difícil que era mantener el mando durante el ataque y concentrarlos después del choque.